# 第75回高松宮記念杯競輪
第75回高松宮記念杯競輪は、2024年6月11日から16日まで、岸和田競輪場にて開催された、競輪のGI競走である。優勝賞金は4,790万円（副賞含む）。
令和6年能登半島地震を受け、被災地支援競走として実施。令和6年能登半島地震復興支援競輪 大阪・関西万博協賛 第75回高松宮記念杯競輪・第2回パールカップの名称で開催された。

## レースプログラム
6日間で各5走。
1次予選では各選手とも2走し、その着順に応じて獲得したポイントの東西別合計上位選手が、4日目の2次予選に進出できる（それぞれの1-9位は青龍賞か白虎賞へ）。結果、前年同様に東西ともにボーダーラインは10ポイント（のうち数名まで）となった。
| ポイント | 1着 | 2着 | 3着 | 4着 | 5着 | 6着 | 7着 | 8着 | 9着 | 棄権 |
| -------- | --- | --- | --- | --- | --- | --- | --- | --- | --- | ---- |
| 一次予1  | 10  | 9   | 8   | 7   | 6   | 5   | 4   | 3   | 2   | 1    |
| 一次予2  | 13  | 11  | 9   | 7   | 6   | 5   | 4   | 3   | 2   | 1    |

大会前半3日間には、ガールズケイリンのGIである第2回パールカップが組み込まれており、こちらも戦いが繰り広げられた。なお、当項目ではパールカップ決勝戦についても触れる。
前年とは異なり、パールカップを2日目の東西準決勝と最終日の決勝戦を除き中盤戦に持ってきた。

## 決勝戦

### 競走成績
- 6月16日（日） 第12レース[6][7][8][9][10]
- 誘導員…松田治之（大阪）[11]

| 着  | 番 | 選手名     | 齢 | 府県   | 期別 | 班 | 着差   | 上り | 決ま り手 | S/J H/B | 個人 状況 |
| --- | -- | ---------- | -- | ------ | ---- | -- | ------ | ---- | --------- | ------- | --------- |
| 1   | 9  | 北井佑季   | 34 | 神奈川 | 119  | 1  |        | 11.3 | 捲り      | B       |           |
| 2   | 8  | 和田真久留 | 33 | 神奈川 | 99   | 1  | 3/4輪  | 11.2 | マーク    |         |           |
| 3   | 7  | 古性優作   | 33 | 大 阪  | 100  | S  | 1/2身  | 11.0 |           |         | 落滑入    |
| 3.5 |    |            |    |        |      |    |        |      |           |         |           |
| 4   | 4  | 小林泰正   | 29 | 群 馬  | 113  | 1  | 微差   | 11.1 |           |         |           |
| 5   | 1  | 南修二     | 42 | 大 阪  | 88   | 1  | 1身1/2 | 11.0 |           |         |           |
| 6   | 2  | 新山響平   | 30 | 青 森  | 107  | S  | 3身    | 11.7 |           |         |           |
| 7   | 6  | 桑原大志   | 48 | 山 口  | 80   | 1  | 5身    | 11.9 |           |         |           |
| 8   | 3  | 郡司浩平   | 33 | 神奈川 | 99   | 1  | 大差   | 14.0 |           | SJH     |           |
| 9   | 5  | 脇本雄太   | 35 | 福 井  | 94   | S  | 大差   | 13.7 |           |         |           |

### 配当金額
| 6=6 | 640円 | (3) |

| 8=9 | 310円 | (4)  |
| 7=9 | 230円 | (1)  |
| 7=8 | 640円 | (10) |

| 6-6 | 630円 | (1) |

| 8=9 | 620円 | (3) |

| 7=8=9 | 970円 | (1) |

| 9-8 | 770円 | (1) |

| 9-8-7 | 2,340円 | (1) |

### レース概略
3郡司－9北井－8和田、2新山－6桑原、4小林、5脇本－7古性－1南で周回。
郡司の突っ張り先行から同県の北井が、新山の捲りを牽制しながら番手発進し、2021年5月のデビュー以来、GI初優勝を果たした。同じく神奈川勢で3番手を固めた和田が2着。
地元大阪の古性は、4着（途中から和田を追走していた小林）との微差で3着に入った。目標の脇本が早めに仕掛けるも出切れず最終ホーム前でイエローライン外へ失速離脱してからは、徐々にインで位置を上げて直線で小林の懐に入り、最後は外側へ倒れ込みながら入線した。大会3連覇は逃したものの、結果的には3連単や3連複の1番人気に応える形となった。
古性の落車に関して、小林と古性が審議対象になったが、「違反性のない内側への動き」「違反性のない外側への動き」として、どちらも非失格となった。なお、古性との車体接触でゴール直後に落車した北井は擦過傷を負ったが、表彰式にも出席した。

## パールカップ決勝戦

### 競走成績
- 6月13日（木）第12レース[22][23]

| 着 | 番 | 選手名     | 齢 | 府県   | 期別 | 級班 | 着差  | 上り | 決ま り手 | S/J H/B | 個人 状況 |
| -- | -- | ---------- | -- | ------ | ---- | ---- | ----- | ---- | --------- | ------- | --------- |
| 1  | 7  | 石井貴子   | 34 | 千葉   | 106  | L1   |       | 12.2 | 差し      |         |           |
| 2  | 2  | 奥井迪     | 42 | 東京   | 106  | L1   | 1/4輪 | 12.3 | 逃げ      | B       |           |
| 3  | 5  | 尾崎睦     | 39 | 神奈川 | 108  | L1   | 1/2身 | 12.1 |           |         |           |
|    |    |            |    |        |      |      |       |      |           |         |           |
| 4  | 3  | 柳原真緒   | 27 | 福井   | 114  | L1   | 1/2輪 | 12.0 |           |         |           |
| 5  | 1  | 當銘直美   | 27 | 愛知   | 114  | L1   | 3/4身 | 12.1 |           |         |           |
| 6  | 4  | 吉村早耶香 | 26 | 静岡   | 112  | L1   | 1身   | 12.2 |           |         |           |
| 7  | 6  | 山原さくら | 31 | 高知   | 104  | L1   | 1/2輪 | 12.2 |           | JH      |           |

### 配当金額
|  | 【未発売】 |

| 2=7 | 680円 | (12) |
| 5=7 | 580円 | (10) |
| 2=5 | 350円 | (3)  |

|  | 【未発売】 |

| 2=7 | 2,110円 | (12) |

| 2=5=7 | 1,950円 | (10) |

| 7-2 | 3,730円 | (21) |

| 7-2-5 | 17,600円 | (88) |

## 特記事項
- 岸和田でのGI開催は、前年の第74回高松宮記念杯競輪に続いてで、同大会単独としては4年連続9回目（次回も岸和田で開催される）。

- 賞金が前年に続き拡充された。また、本年も2025年日本国際博覧会（大阪・関西万博）協賛レースとなった[26]。

- 今大会のキャッチフレーズは、高松宮記念杯が「極 静けさの中に猛々しさがある」で、パールカップは「凛 歓喜の渦に凛々しさがある」。

- 今開催をPRするテレビコマーシャルのナレーションは、高松宮記念杯は声優の浪川大輔が、パールカップは前田玲奈[注 1]（3日目にはトークショーで来場[27]）が担当。ほかにも、関西限定で、古性優作と岩田稔（元阪神タイガース投手・5日目にはトークショーで来場）が岸和田競輪場のバンクで対談するバージョンも放映された。

- 初日の開会式での選手宣誓は、地元の福永大智とガールズの日野未来が担当[28]。

- パールカップの表彰式での花束贈呈は、歌手の島谷ひとみ（当日はライブで来場）が務めた[29]。

- 高松宮記念杯の表彰式では、2019年以来5年ぶりに彬子女王が優勝の北井に優勝カップを授与している[30]。また、花束贈呈は特別プレゼンターとして平泳ぎ五輪金メダリストの北島康介（当日はトークショーで来場）が務めた[16]。

- パールカップは今年も単独の目標額は設定されなかったが、3日間の売上は前年を下回る12億7833万7800円[31]だった。なお、各日ごとの売上額は、初日3億5873万7000円[32]、2日目3億9451万700円[33]、最終日5億2509万100円[34]。また、前年の同大会を下回りガールズケイリンのGIとして売上ワーストとなった[注 2]。

- シリーズ全体での目標額は120億円[35]であったが、シリーズ六日間の売上は前年比9.1％増の127億1252万3100円[36]で目標額を大きく上回った。なお、各日ごとの売上額は、初日入場1,757人・売上17億896万5400円[37]、2日目入場1,593人・売上15億7091万7000円[38]、3日目入場1,774人・売上16億5706万1000円[39]、4日目入場1,772人・売上19億4097万9000円[40]、5日目入場3,897人・売上23億4946万4300円[41]、最終日入場5,173人・売上34億8513万6400円[42]。また、高松宮記念杯競輪の売上が127億円を超えたのは2008年の第59回大会以来16年ぶりとなった。

### 放送関係
- 地上波の決勝戦中継は、最終日の16:00 - 16:55に「坂上忍の勝たせてあげたいTV 第75回高松宮記念杯競輪（GI）決勝戦 日本のライバル国に潜入取材SP」《日本テレビ系列全国ネット》を放送[43]。ゲストは武井壮と五十嵐亮太と長谷川忍（シソンヌ）。解説は中野浩一、実況は筒井大輔が担当[44][45]。

- 今回もパールカップは、地上波の中継は組まれなかった。代替としてBS放送では、最終日の16:00 - 17:00[注 3]にBS日テレにて「第2回パールカップ（GI）決勝戦 ガールズケイリン応援SP」として決勝戦の生中継が放送された[46]。司会は武井壮、進行は宇垣美里、スタジオゲストはU字工事、岸和田競輪場からの現地リポートは稲村亜美、解説は高木真備（元ガールズケイリン選手）、実況は岩原紗也香（元ガールズケイリン選手、現小松島競輪場実況アナウンサー）[44]。なお、上記の「坂上忍の勝たせてあげたいTV」でも、番組終盤に決勝戦のダイジェストが放送されている。また、前年同様に司会・進行・ゲストは東京の日本テレビのスタジオから、リポーター・解説・実況は現地の岸和田から放送となった。

### 競走データ
- S級S班の9選手は今年も全選手が出場した。なお、山口拳矢と松浦悠士は4日目の西日本二次予選で、佐藤慎太郎と眞杉匠と清水裕友と深谷知広は5日目の準決勝で、それぞれ敗退となった。

- この年に予定されているパリ五輪出場を目指すナショナルチームの選手は、今回も同チームでの活動を優先して欠場の扱いとなった。

高松宮記念杯競輪
- 今大会でGI初出場を果たしたのは、地元の松村友和1名のみ。松村は2003年7月デビューの44歳5か月（本大会開催時点）であり、デビュー年から数えて22年目のことであった[47]。このほか、最年長出場は山口富生（54歳5か月）、最年少出場は伊藤旭（24歳1か月）[注 4][48]。

- 初日の開会式にて、香川雄介が高松宮記念杯競輪連続25回出場記録を、小倉竜二が同連続20回出場記録を、それぞれ達成することを記念して表彰式が行われ、両名に対しJKAより記念のメダルが贈呈された[49]。

- 浅井康太が2日目第2レース（西日本一次予選1）で勝利し、通算500勝を達成。S級創設（1983年4月）以降女子（4人）を含めて通算57人目の記録で、登録日から19年1か月11日（登録日を含まない）での達成であった[50]。

- 坂井洋が同日第7レース（東日本一次予選2）にて、発走直後の5番選手への内側追い抜き（第13条）で失格となった。何列にも折り重なる激しいS争いで発生し[51]、誘導員の後ろまで、1番車で退避路を走行し続けた。

- 準決勝4個レース（東2・西2）のうち、3着で決勝に進んだのは新山響平。

- 今年もGI初優出は居なかった。昨年大会に続いて決勝入りしたのは、新山響平と地元の古性優作と脇本雄太と郡司浩平の4名。また、桑原大志は2017年の第71回日本選手権競輪以来7年ぶりとなるGI優出を、南修二は第64回大会以来11年ぶりとなる地元GI優出を、それぞれ果たした。

- 優勝した北井佑季は、元プロサッカー選手としては初のGI制覇となった。2021年5月のデビューから3年1か月15日（1143日）での制覇は、歴代5番目に速い記録と言われる[13]。

パールカップ
- 選手入場曲は、全レース『FLY』（ALLY&DIAZ feat.MINMI&SATOSHI from 山嵐）。なお、ファンファーレは前年同様に全レース通常のGI用が使われた（決勝戦のみ決勝戦用）。

- 優勝した石井貴子（106期）は、ガールズケイリンのGIとしては初の完全優勝ではない優勝という事になった。また、石井は準決勝2個レース（東1・西1）の中で4着で決勝に進んだが、準決勝4着の選手のGI制覇は2001年の高松宮記念杯競輪（大津びわこ・廃止）での高木隆弘以来23年ぶりになった。